# Rugby Football Club Los Angeles
Ne doit pas être confondu avec Rugby ATL ou Giltinis de Los Angeles.
Le Rugby Football Club Los Angeles est une franchise américaine de rugby à XV basée à Los Angeles.
Créée en 2023 après la délocalisation du Rugby ATL depuis Atlanta, elle évolue en Major League Rugby jusqu'en 2025, date de l'union avec la Legion de San Diego ayant donné naissance à la Legion de Californie.

## Historique
Au mois d'août 2023, Global Rugby Ventures annonce la vente de la franchise d'Atlanta, Rugby ATL à des investisseurs qui ne sont pas basés en Géorgie. Les instances de la ligue officialisent quelques jours plus tard la relocalisation de la franchise vers Los Angeles.
L'identité de la franchise est officialisée le 21 décembre 2023, portant le nom de Rugby Football Club Los Angeles. L'équipe jouera ses rencontres à domicile sur un terrain annexe du Dignity Health Sports Park, le complexe sportif où évoluent notamment les équipes nationales de soccer. L'entraineur Steve Brett est conservé, ainsi qu'une large part de l'effectif 2023 de Rugby ATL.
En prévision de la saison 2026, les franchises californiennes de la San Diego Legion et du Rugby Football Club Los Angeles actent leur union le 30 juillet 2025 afin de former une entité unique, la California Legion,.

## Identité

### Couleurs et maillots
Les couleurs du club sont le bleu et le jaune, reflétant « la communauté de Los Angeles et sa culture enracinée dans l'océan et le soleil ».

### Logo
Le logo du RFCLA fait écho au style Art déco typique de la ville, ainsi qu'au chêne de Californie via un emblème en forme de gland. Il est également composé des lettres L et A de la ville de Los Angeles, « tout en rendant hommage à celle d'Atlanta », lieu d'origine de la franchise.

## Bilan par saison
| Saison | Classement | Conférence | Pts | MJ | V | N | D  | PM  | PE  | Diff  | Phase finale                           |
| ------ | ---------- | ---------- | --- | -- | - | - | -- | --- | --- | ----- | -------------------------------------- |
| 2024   | 6e         | Ouest      | 32  | 16 | 5 | 1 | 10 | 367 | 473 | - 106 | non qualifié                           |
| 2025   | 3e         | Ouest      | 51  | 16 | 8 | 1 | 7  | 501 | 497 | -4    | quart de finale (21-27 contre Houston) |

## Joueurs et personnalités du club

### Effectif 2025
| Poste            | Nom                   | Naissance  | Nationalité      | International | Dernier club          | Arrivée au club en |
| ---------------- | --------------------- | ---------- | ---------------- | ------------- | --------------------- | ------------------ |
| Pilier           | Sam Buckley           | 08/09/1998 | Angleterre       | -             | Utah Warriors         | 2024               |
|                  | Alex Maughan          | 24/04/1995 | États-Unis       | 1 (0)         | Formé au club         | 2020               |
|                  | Wilton Rebolo         | 02/08/1995 | Brésil           | 35 (10)       | Northland             | 2024               |
|                  | Lincoln Si'i          | 08/05/1997 | États-Unis       | -             | Formé au club         | 2021               |
|                  | Conor Young           | 15/08/1995 | Canada           | 1 (0)         | New England Free Jack | 2024               |
|                  | Dane Zander           | 23/08/1999 | Australie        | -             | Queensland Reds       | 2024               |
| Talonneur        | Bruce Kauika-Petersen | 16/04/1997 | Nouvelle-Zélande | -             | Northland             | 2024               |
|                  | Ben Strang            | 23/12/2001 | États-Unis       | -             | Manuwatu              | 2023               |
| Deuxième ligne   | Matt Gelhaus          | 01/04/2000 | États-Unis       | -             | Formé au club         | 2023               |
|                  | Ben Mitchell          | 06/04/1994 | États-Unis       | -             | Seattle Seawolves     | 2024               |
|                  | Reegan O'Gorman       | 07/05/1996 | Canada           | 6 (0)         | New England Free Jack | 2024               |
|                  | Jurie van Vuuren      | 07/06/1993 | Afrique du Sud   | -             | Tel Aviv Heat         | 2024               |
|                  | Theo Vukašinović      | 25/06/1996 | Angleterre       | -             | Northampton Saints    | 2024               |
| Troisième ligne  | Michael Amiras        | 22/11/1999 | Afrique du Sud   | -             | Strela Kazan          | 2024               |
|                  | Jason Damm            | 26/01/1995 | États-Unis       | 2 (0)         | American Raptors      | 2020               |
|                  | Matt Heaton           | 09/02/1992 | Canada           | 28 (5)        | Darlington RFC        | 2020               |
|                  | Max Katjijeko         | 08/04/1995 | Namibie          | 24 (10)       | Ordizia Rugby         | 2024               |
|                  | Semi Kunatani         | 27/10/1990 | Fidji            | 12 (20)       | Tel Aviv Heat         | 2024               |
| Demi de mêlée    | Christian Rodriguez   | 20/01/1997 | États-Unis       | -             | Rugby New York        | 2024               |
|                  | Niall Saunders        | 21/12/1997 | Irlande          | -             | Tel Aviv Heat         | 2024               |
|                  | Tas Smith             | 07/11/2001 | États-Unis       | -             | Los Angeles Giltinis  | 2024               |
| Demi d'ouverture | Jordan Chait          | 26/01/1997 | Afrique du Sud   | -             | Tel Aviv Heat         | 2024               |
|                  | Dan Hollinshead       | 07/06/1995 | Nouvelle-Zélande | -             | RC Vannes             | 2024               |
| Centre           | Will Leonard          | 22/09/1995 | Irlande          | -             | Rugby New York        | 2022               |
|                  | Seth Purdey           | 15/12/1998 | Canada           | -             | Westshore RFC         | 2023               |
|                  | James Stokes          | 19/11/1991 | Angleterre       | -             | London Irish          | 2024               |
| Ailier           | Andrew Coe            | 08/04/1996 | Canada           | 16 (15)       | Rugby New York        | 2024               |
|                  | Brooklyn Hardaker     | 27/11/1999 | Australie        | -             | Rugby New York        | 2024               |
|                  | Jack Shaw             | 14/02/2000 | Canada           | -             | Crusaders RC          | 2023               |
|                  | Henry Speight         | 24/03/1988 | Australie        | 19 (20)       | Wests Rugby           | 2024               |
|                  | Austin White          | 26/03/1993 | États-Unis       | -             | Formé au club         | 2020               |
| Arrière          | Sam Walsh             | 13/10/1999 | États-Unis       | -             | Formé au club         | 2024               |